# Podomyrma ruficeps
Podomyrma ruficeps är en myrart som beskrevs av Smith 1863. Podomyrma ruficeps ingår i släktet Podomyrma och familjen myror.

## Underarter
Arten delas in i följande underarter:
- P. r. dohertyi
- P. r. gastralis
- P. r. ruficeps
- P. r. thoracica